# Daniel Baud-Bovy

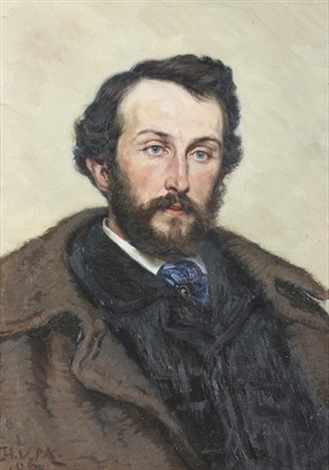
Daniel Baud-Bovy, 1906 gemalt von Henri van Muyden

Daniel Baud-Bovy (* 13. April 1870 in Genf; † 19. Juni 1958 ebenda) war ein Schweizer Schriftsteller und Maler sowie langjähriger Präsident der Eidgenössischen Kunstkommission.: S. 100
Daniel Baud-Bovy war der Sohn des Alpenmalers Auguste Baud-Bovy und erhielt seine künstlerische und literarische Ausbildung in Paris, wo er im Milieu der Symbolisten verkehrte. In Genf war er 1905–1913 Konservator des Musée Rath und 1909–1919 Direktor der dortigen École des Beaux-Arts. Er unternahm zusammen mit Fred Boissonnas mehrere Reisen nach Griechenland, mit dem er 1910 das Buch En Grèce, par monts et par vaux veröffentlichte und 1913 erstmals den Olymp bestieg. Er veröffentlichte zahlreiche Theaterstücke für Kinder, Romane und Novellen, häufig illustriert von seinen Künstlerfreunden, und verfasste Schriften zur Kunstgeschichte und Kunstkritik, unter anderem über Ferdinand Hodler und Barthélemy Menn. Er wurde Ehrendoktor der Universität Genf und erhielt 1928 den Gesamtwerkspreis der Schweizerischen Schillerstiftung.

## Werke (Auswahl)
- Peintres Genevois (du XVIIIème et du XIXème siècle 1702-1849). 2 Séries / Reproductions photographiques par Fréd[éric] Boissonnas, Édité par Le Journal de Genève, Genève : Impression de la Sté anon. des Arts Graphiques, 1903–1904
- mit Albert Malche: La Fête de Juin. Spectacle patriotique. Fred Boissonas & Cie., Genf 1914
- Les caricatures d'Adam Töpffer et la Restauration genevoise, Nouv. éd. rev. et augm. / von Olivier Fatio, Lucien Boissonnas und Caroline Guignard, Lausanne, La Bibliothèques des arts, 2014